# Eristalinus pexalis
Eristalinus pexalis är en tvåvingeart som först beskrevs av Charles Howard Curran 1939.  Eristalinus pexalis ingår i släktet slamflugor, och familjen blomflugor.
Artens utbredningsområde är Etiopien. Inga underarter finns listade i Catalogue of Life.